# Stolper- und Gedenksteine im Jihomoravský kraj

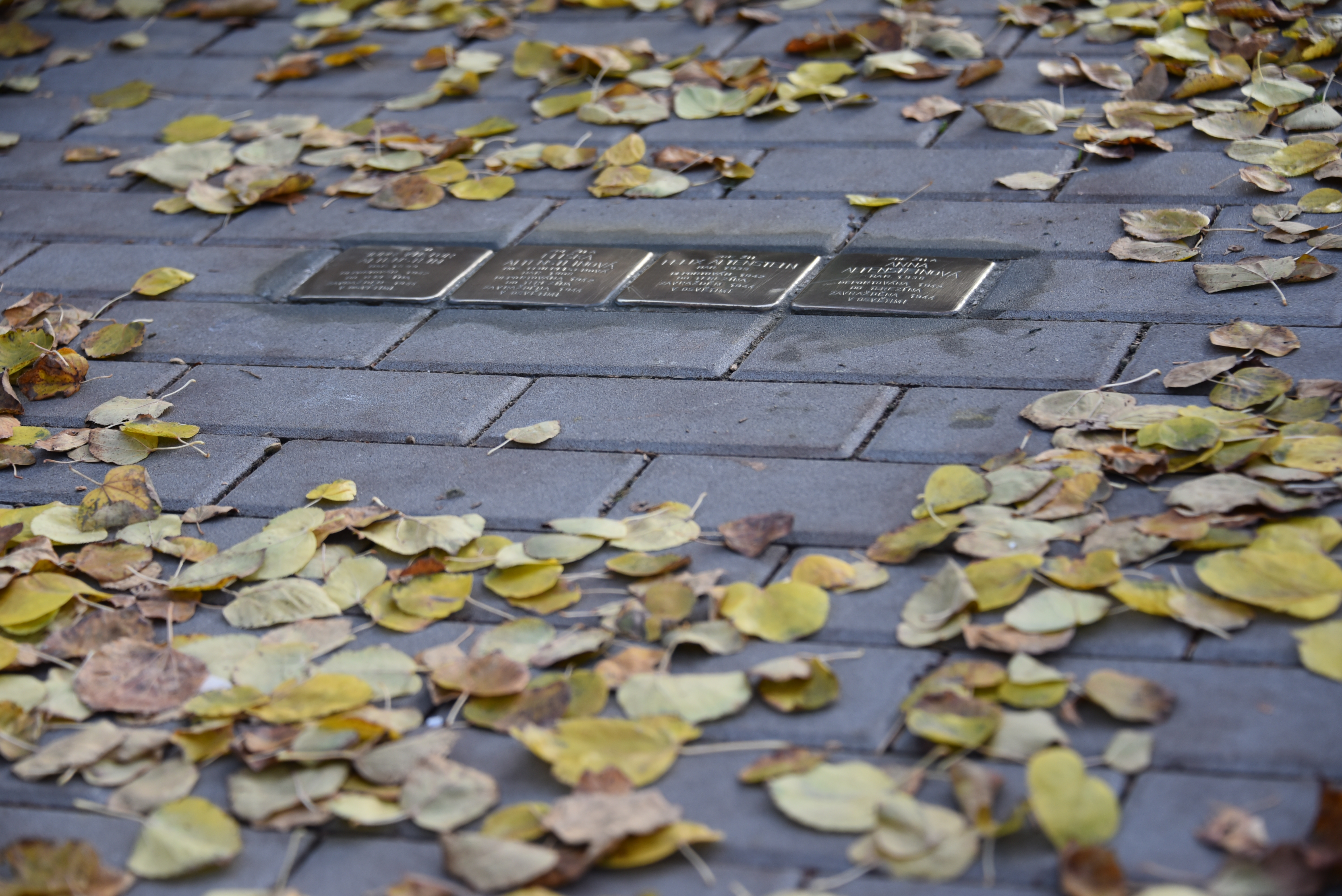
Stolpersteine für Familie Altenstein in Brno

Die Stolpersteine im Jihomoravský kraj geben einen Überblick über die Stolpersteine, die in der tschechischen Region Jihomoravský kraj, der Südmährischen Region, an das Schicksal der Menschen erinnern, welche von den Nationalsozialisten in Tschechien ermordet, deportiert, vertrieben oder in den Suizid getrieben wurden. Die Stolpersteine werden in der Regel von Gunter Demnig verlegt.
Weiters werden auch die Gedenksteine für NS-Opfer berücksichtigt, die den Demnig'schen Stolpersteinen nachempfunden sind. Sie unterscheiden sich jedoch von diesen in zumindest drei Aspekten: Sie sind deutlich größer (ca. 20 × 20 cm), die Inschriften wurden nicht von Hand gefertigt, es werden auch akademische Titel angeführt.

## Stolpersteine
(Auswahl)

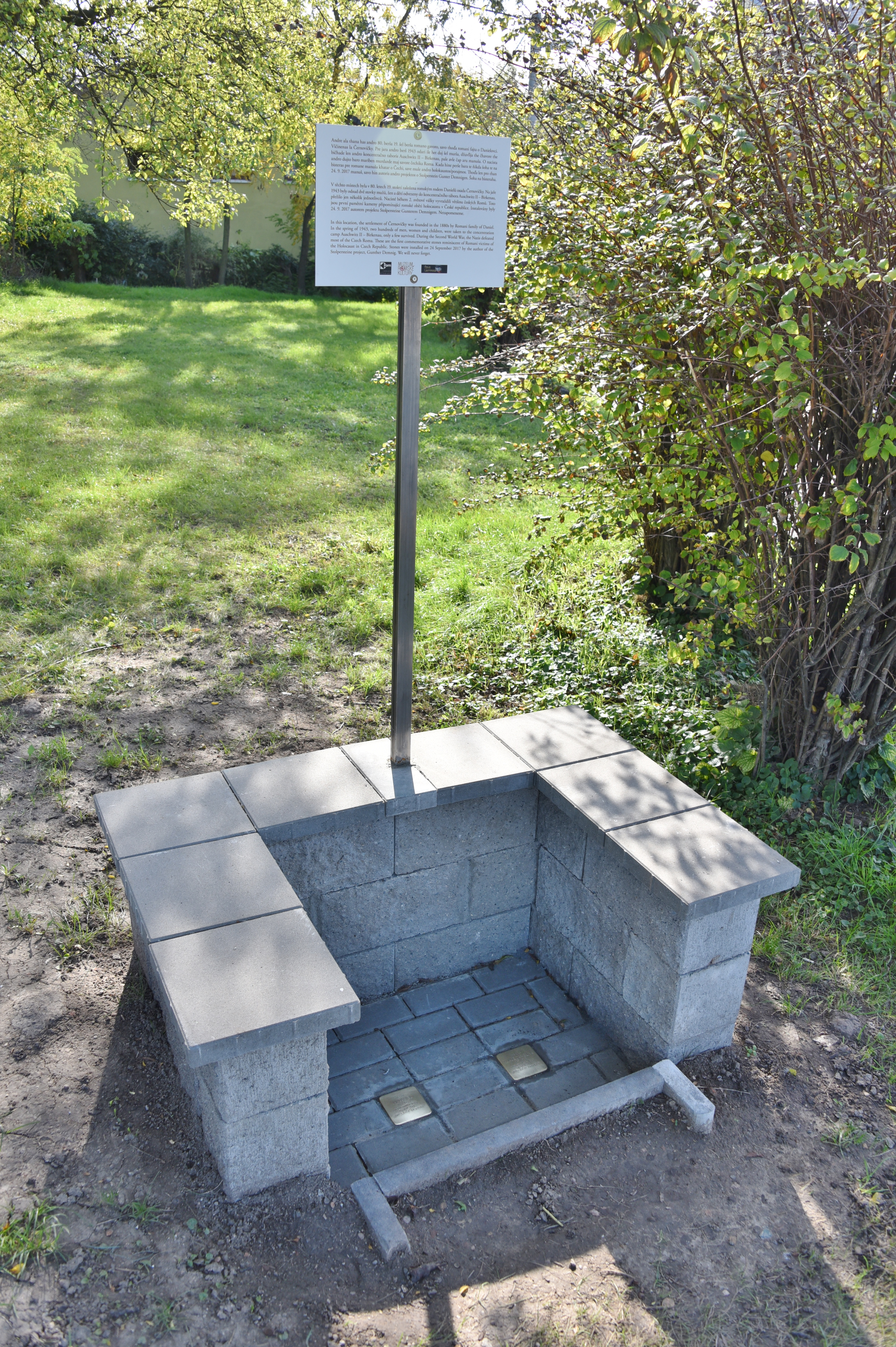
Brno
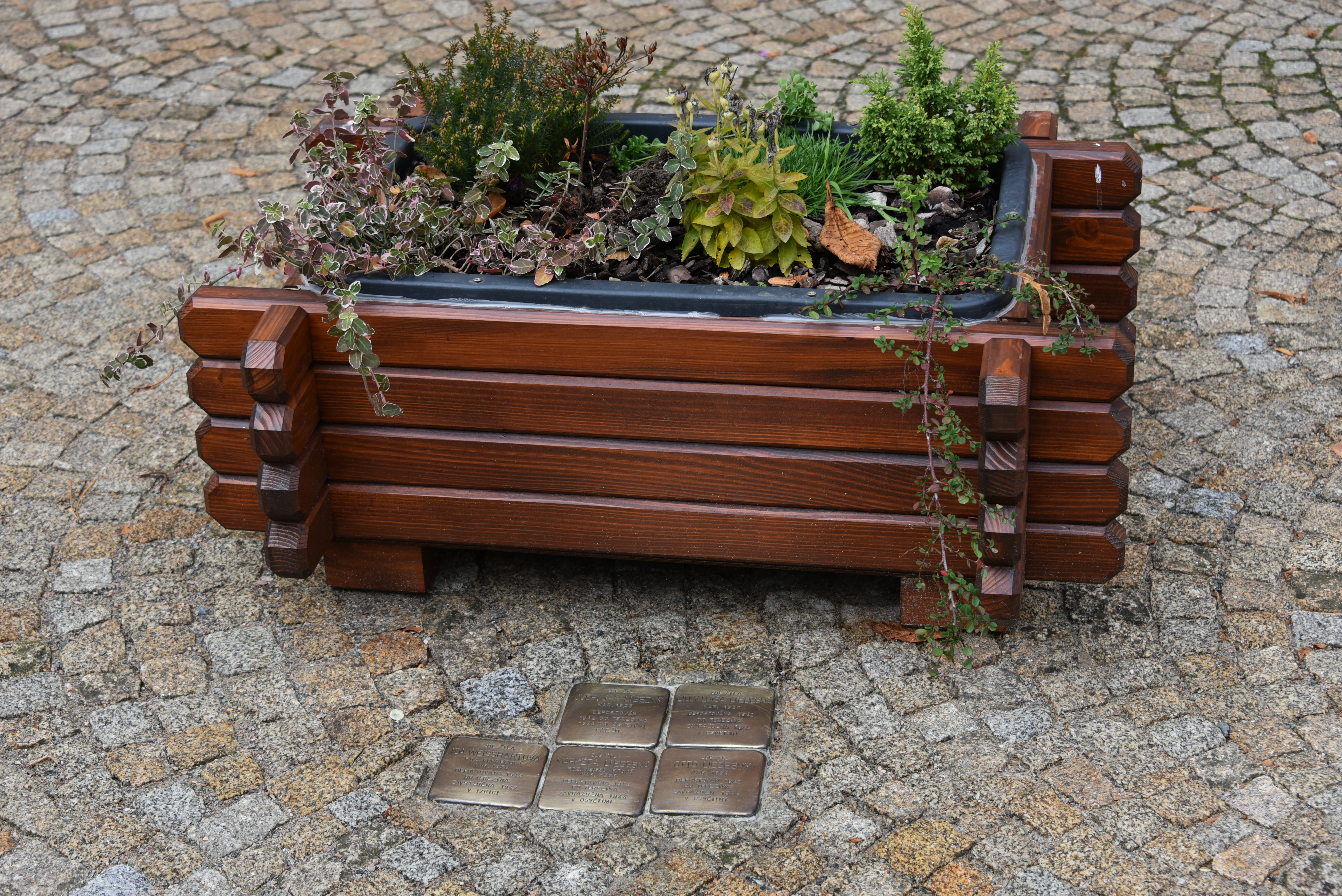
Lomnice u Tišnova
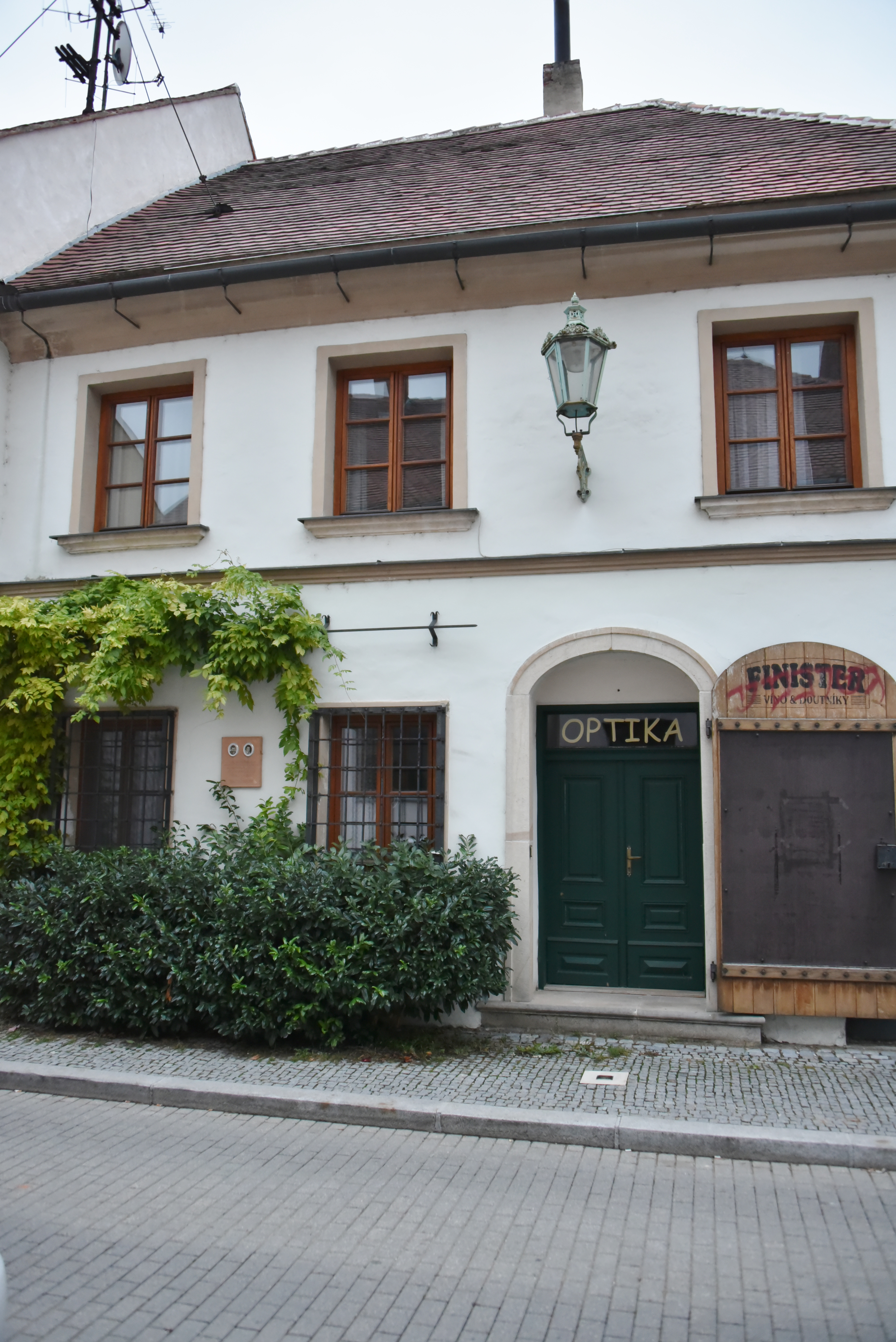
Mikulov
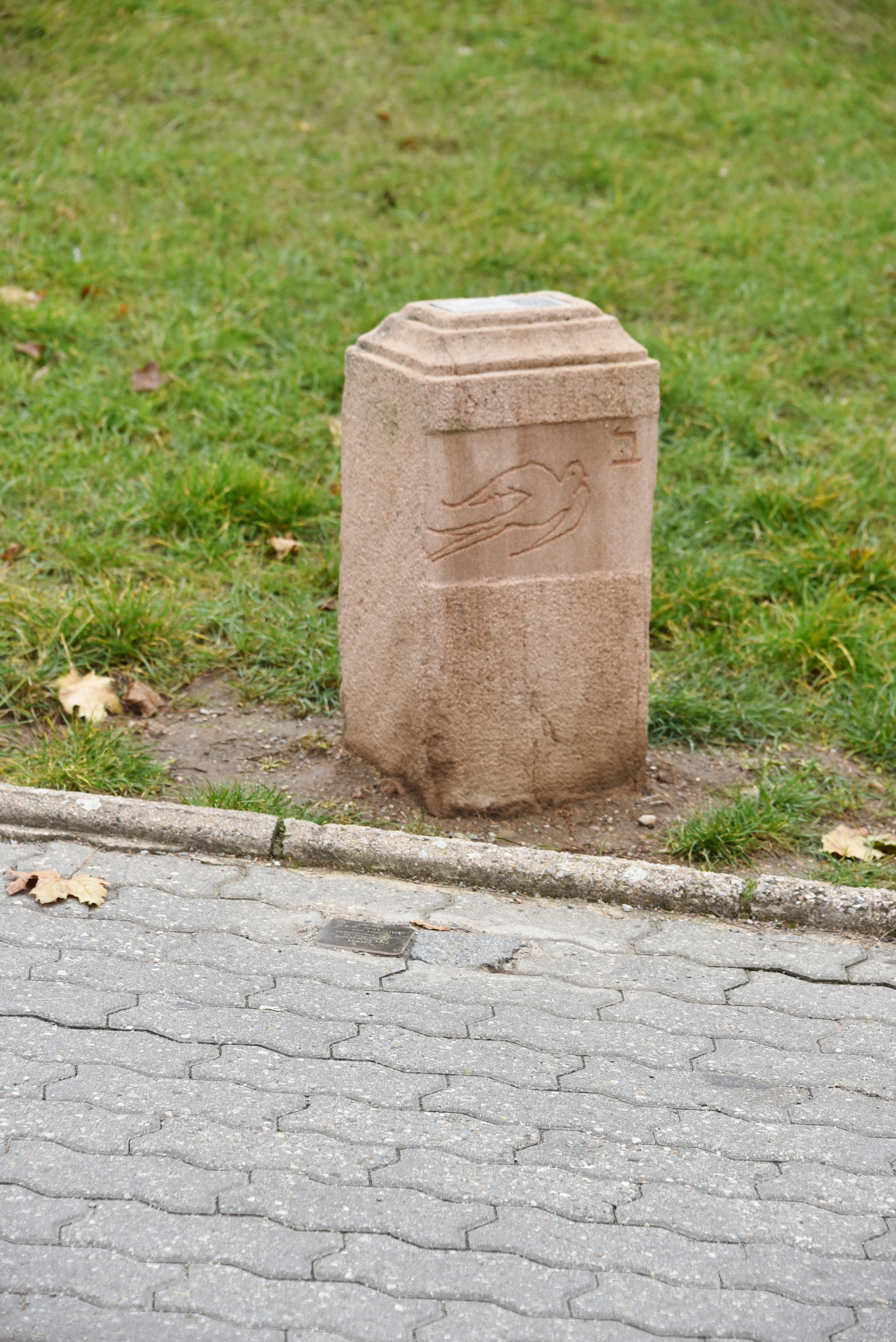
Tišnov
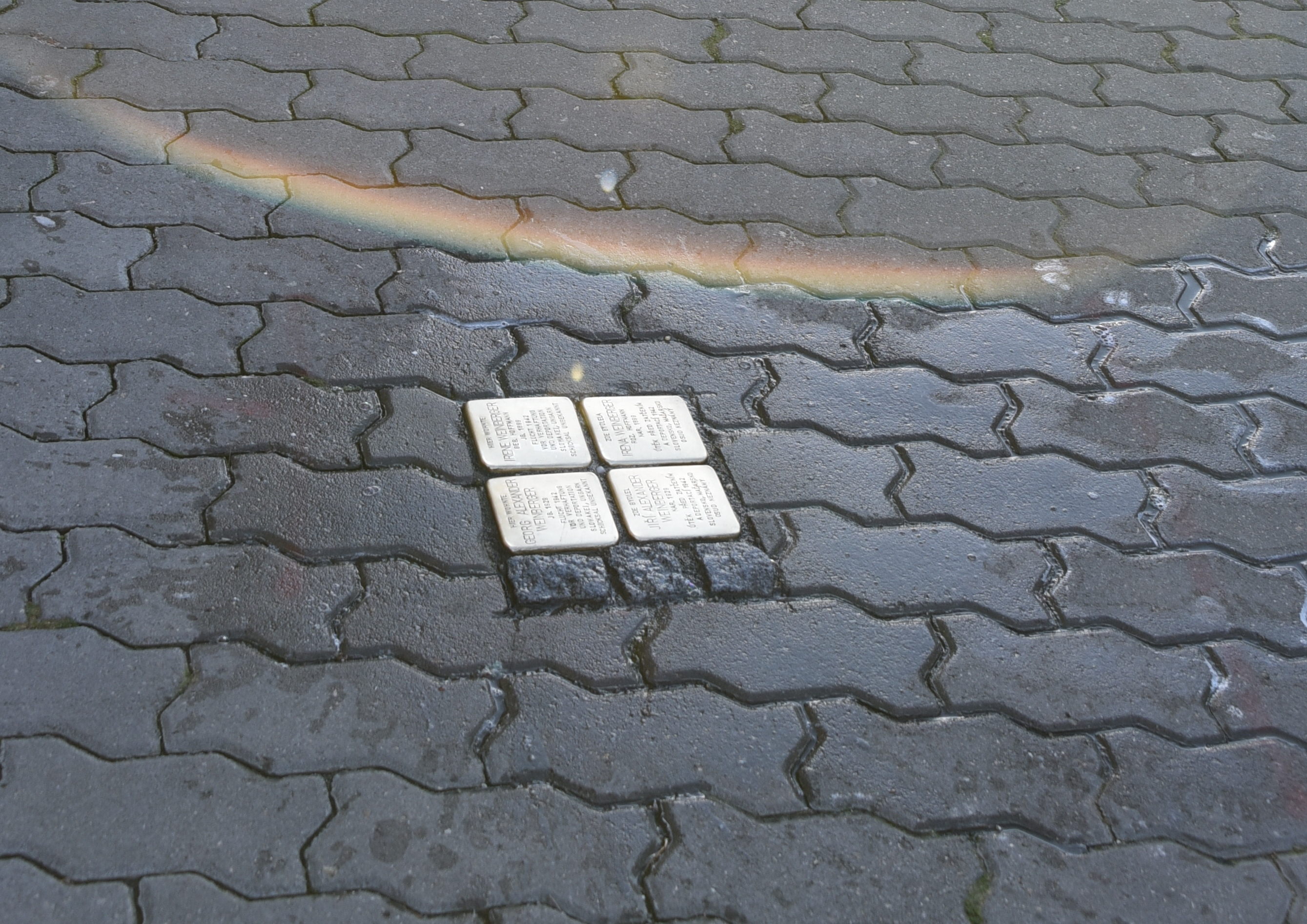
Znojmo

Die Verlegungen der Stolpersteine erfolgten in Brno am 9. Juni 2010 und am 16. Juni 2011, in Lomnice u Tišnova am 6. Juli 2011 und am 14. September 2013, in Mikulov am 30. Oktober 2012, in Tišnov und in Slavkov u Brna am 15. September 2014. Am 4. August 2016 wurden zweimal zwei Stolpersteine durch Gunter Demnig in Znojmo verlegt. Die folgenden Städtenamen sind mit der jeweiligen Stolperstein-Liste verknüpft.
- Brno, 78 Stolpersteine
- Lomnice u Tišnova, 9 Stolpersteine
- Mikulov, 3 Stolpersteine
- Slavkov u Brna, 1 Stolperstein
- Tišnov, 15 Stolpersteine
- Znojmo, zweimal 2 Stolpersteine

## Gedenksteine

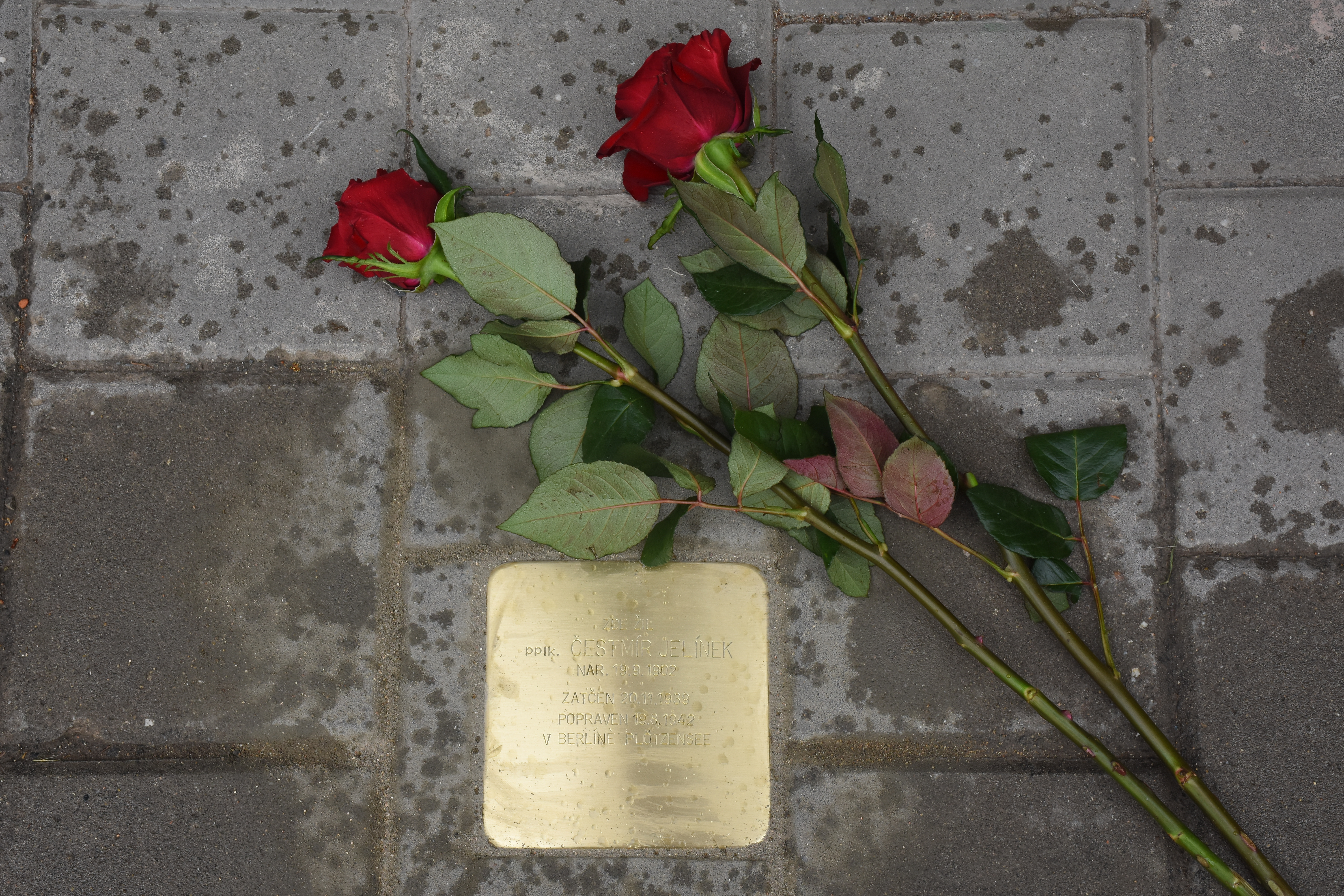
Brno
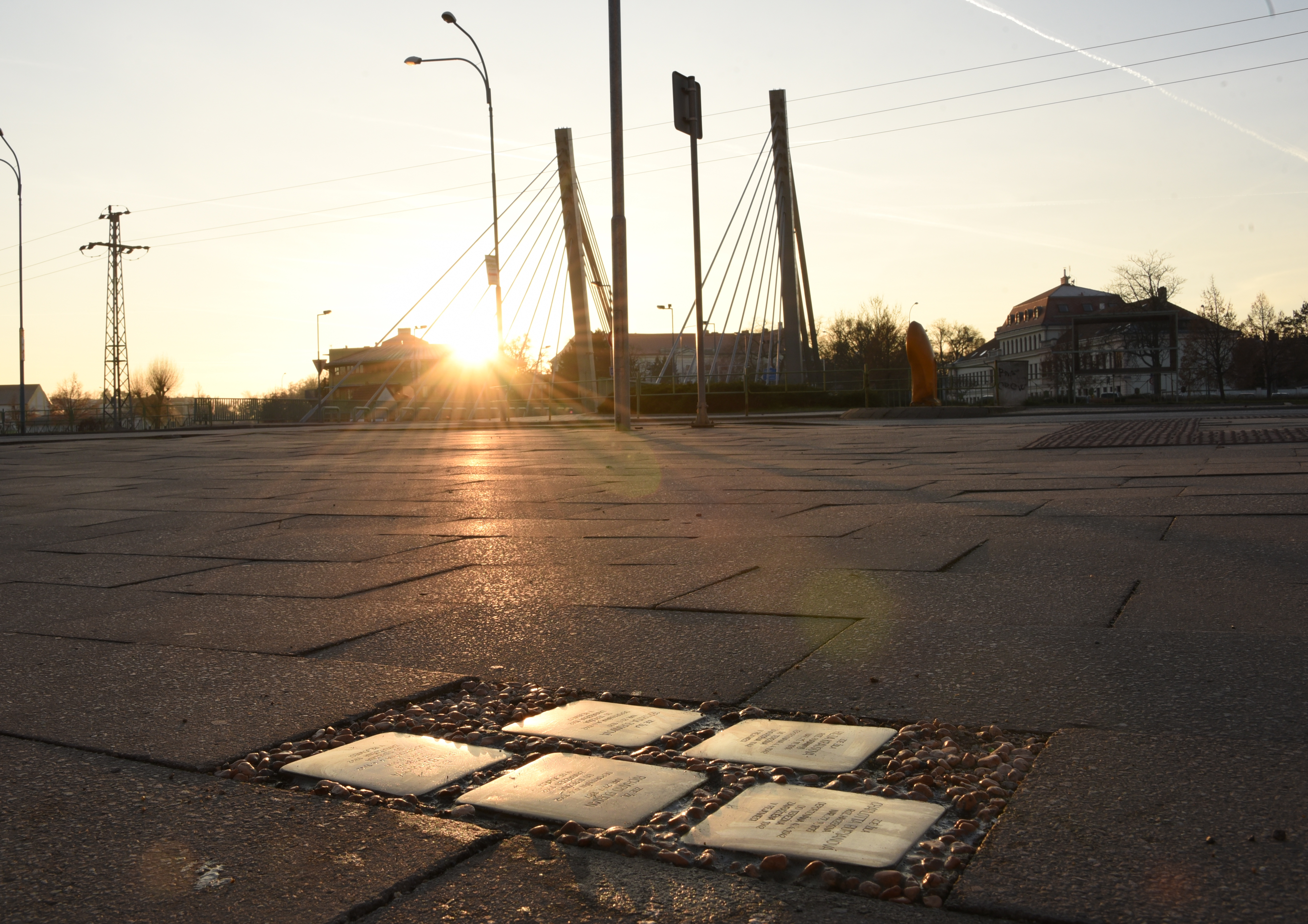
Židlochovice

Seit April 2015 wurden in Židlochovice und seit September 2015 in Brno Gedenksteine für NS-Opfer verlegt. Die folgenden Städtenamen sind mit der jeweiligen Gedenkstein-Liste verknüpft.
- Brno, 19 Gedenksteine
- Židlochovice, 7 Gedenksteine